# 2019 w lekkoatletyce
2019 w lekkoatletyce – prezentacja sezonu 2019 w lekkoatletyce.
Najważniejszą imprezą sezonu były rozegrane na przełomie września i października mistrzostwa świata w Dosze.

## Zawody międzynarodowe

### Światowe
| Zawody                                    | Miejsce  | Data                       | Źródło |
| ----------------------------------------- | -------- | -------------------------- | ------ |
| Mistrzostwa świata w biegach przełajowych | Aarhus   | 30 marca                   | [ 1 ]  |
| IAAF World Relays                         | Jokohama | 11–12 maja                 | [ 2 ]  |
| Uniwersjada                               | Neapol   | 8–13 lipca                 | [ 3 ]  |
| Mistrzostwa świata                        | Doha     | 28 września–6 października | [ 4 ]  |
| Światowe wojskowe igrzyska sportowe       | Wuhan    | 22–27 października         | [ 5 ]  |
| Mistrzostwa świata w biegu 24-godzinnym   | Albi     | 26–27 października         | [ 6 ]  |

### Międzykontynentalne
| Zawody                                    | Miejsce         | Data                 | Źródło |
| ----------------------------------------- | --------------- | -------------------- | ------ |
| Mistrzostwa NACAC w biegach przełajowych  | Port-of-Spain   | 16 lutego            | [ 7 ]  |
| Puchar panamerykański w chodzie sportowym | Lázaro Cárdenas | 21 kwietnia          | [ 7 ]  |
| Młodzieżowe mistrzostwa NACAC             | Querétaro       | 5–7 lipca            | [ 7 ]  |
| Mistrzostwa NACAC juniorów młodszych      | Querétaro       | 5–7 lipca            | [ 7 ]  |
| Mistrzostwa NACAC w biegach górskich      | Tepatitlán      | 14 lipca             | [ 7 ]  |
| Mistrzostwa panamerykańskie juniorów      | San José        | 19–21 lipca          | [ 7 ]  |
| Igrzyska panamerykańskie                  | Lima            | 27 lipca–11 sierpnia | [ 7 ]  |

### Kontynentalne

#### Afryka
| Zawody                                           | Miejsce | Data           | Źródło |
| ------------------------------------------------ | ------- | -------------- | ------ |
| Mistrzostwa Afryki juniorów i juniorów młodszych | Abidżan | 16–20 kwietnia | [ 8 ]  |
| Igrzyska afrykańskie                             | Rabat   | 26–30 sierpnia | [ 8 ]  |

#### Ameryka Północna, Południowa i Karaiby
| Zawody                          | Miejsce     | Data           | Źródło |
| ------------------------------- | ----------- | -------------- | ------ |
| CARIFTA Games                   | George Town | 20–22 kwietnia | [ 9 ]  |
| Mistrzostwa Ameryki Południowej | Lima        | 24–26 maja     | [ 10 ] |

#### Australia i Oceania
| Zawody                                                     | Miejsce            | Data           | Źródło |
| ---------------------------------------------------------- | ------------------ | -------------- | ------ |
| Mistrzostwa Australii i Oceanii w chodzie sportowym        | Melbourne (50 km)  | 2 grudnia 2018 | [ 11 ] |
| Mistrzostwa Australii i Oceanii w chodzie sportowym        | Adelaide (20 km)   | 10 lutego      | [ 12 ] |
| Mistrzostwa Australii i Oceanii w chodzie sportowym        | Townsville (10 km) | 28 czerwca     | [ 12 ] |
| Mistrzostwa Oceanii                                        | Townsville         | 25–28 czerwca  | [ 12 ] |
| Mistrzostwa Australii i Oceanii w maratonie i półmaratonie | Gold Coast         | 7 lipca        | [ 12 ] |
| Igrzyska Pacyfiku                                          | Apia               | 15–20 lipca    | [ 12 ] |

#### Azja
| Zawody                               | Miejsce  | Data                     | Źródło |
| ------------------------------------ | -------- | ------------------------ | ------ |
| Mistrzostwa Azji juniorów młodszych  | Hongkong | 15–17 marca              | [ 13 ] |
| Mistrzostwa Azji w chodzie sportowym | Nomi     | 17 marca                 | [ 13 ] |
| Mistrzostwa panarabskie              | Kair     | 5–8 kwietnia             | [ 14 ] |
| Mistrzostwa Azji                     | Doha     | 21–24 kwietnia           | [ 13 ] |
| Mistrzostwa Azji w maratonie         | Dongguan | październik/listopad     | [ 13 ] |
| Igrzyska Azji Południowo-Wschodniej  | Manila   | 30 listopada – 9 grudnia | [ 13 ] |
| Igrzyska Azji Południowej            | Katmandu | 1 – 10 grudnia           | [ 15 ] |

#### Europa
| Zawody                                     | Miejsce                                                                     | Data          | Źródło |
| ------------------------------------------ | --------------------------------------------------------------------------- | ------------- | ------ |
| Halowe mistrzostwa Europy                  | Glasgow                                                                     | 1–3 marca     | [ 16 ] |
| Puchar Europy w rzutach                    | Šamorín                                                                     | 9–10 marca    | [ 16 ] |
| Puchar Europy w chodzie sportowym          | Olita                                                                       | 19 maja       | [ 16 ] |
| Igrzyska małych państw Europy              | Budva                                                                       | 28–31 maja    | [ 17 ] |
| Igrzyska europejskie                       | Mińsk                                                                       | 23–28 czerwca | [ 16 ] |
| Puchar Europy w biegu na 10 000 metrów     | Londyn                                                                      | 6 lipca       | [ 16 ] |
| Drużynowe mistrzostwa Europy w wielobojach | Łuck (Superliga) Ribeira Brava (I i II liga)                                | 6–7 lipca     | [ 16 ] |
| Mistrzostwa Europy w biegach górskich      | Zermatt                                                                     | 7 lipca       | [ 16 ] |
| Młodzieżowe mistrzostwa Europy             | Gävle                                                                       | 11–14 lipca   | [ 16 ] |
| Mistrzostwa Europy juniorów                | Borås                                                                       | 18–21 lipca   | [ 16 ] |
| Letni olimpijski festiwal młodzieży Europy | Baku                                                                        | 22–27 lipca   | [ 16 ] |
| Drużynowe mistrzostwa Europy               | Bydgoszcz (Superliga) Sandnes (I liga) Varaždin (II liga) Skopje (III liga) | 9–11 sierpnia | [ 16 ] |
| Mistrzostwa Europy weteranów               | Jesolo                                                                      | 5–15 września | [ 16 ] |
| Mistrzostwa Europy w biegach przełajowych  | Lizbona                                                                     | 8 grudnia     | [ 16 ] |

### Mistrzostwa krajowe
| Kraj   | Zawody                             | Miejsce | Data           | Źródło |
| ------ | ---------------------------------- | ------- | -------------- | ------ |
| Polska | Halowe mistrzostwa Polski seniorów | Toruń   | 16–17 lutego   | [ 18 ] |
| Polska | Mistrzostwa Polski seniorów        | Radom   | 23–25 sierpnia | [ 19 ] |

## Rekordy

### Rekordy świata

#### Hala

##### Mężczyźni
| Konkurencja         | Zawodnik        | Reprezentacja     | Rezultat | Miejsce       | Data              |
| ------------------- | --------------- | ----------------- | -------- | ------------- | ----------------- |
| bieg na 600 metrów  | Donavan Brazier | Stany Zjednoczone | 1:13,77  | Staten Island | 24 lutego(dts) br |
| bieg na 1500 metrów | Samuel Tefera   | Etiopia           | 3:31,04  | Birmingham    | 16 lutego(dts) br |
| bieg na milę        | Yomif Kejelcha  | Etiopia           | 3:47,01  | Boston        | 3 marca(dts) br   |

##### Kobiety
| Konkurencja | Zawodnik | Reprezentacja | Rezultat | Miejsce | Data |
| ----------- | -------- | ------------- | -------- | ------- | ---- |

#### Stadion

##### Mężczyźni
| Konkurencja           | Zawodnik         | Reprezentacja | Rezultat | Miejsce   | Data                |
| --------------------- | ---------------- | ------------- | -------- | --------- | ------------------- |
| półmaraton            | Geoffrey Kipsang | Kenia         | 58:01    | Kopenhaga | 15 września(dts) br |
| bieg na 10 kilometrów | Joshua Cheptegei | Uganda        | 26:38    | Walencja  | 1 grudnia(dts) br   |

##### Kobiety
| Konkurencja                     | Zawodnik         | Reprezentacja     | Rezultat | Miejsce    | Data                    |
| ------------------------------- | ---------------- | ----------------- | -------- | ---------- | ----------------------- |
| chód na 50 kilometrów           | Liu Hong         | Chiny             | 3:59:15  | Huangshan  | 9 marca(dts) br         |
| bieg na milę                    | Sifan Hassan     | Holandia          | 4:12,33  | Monako     | 12 lipca(dts) br        |
| bieg na 400 metrów przez płotki | Dalilah Muhammad | Stany Zjednoczone | 52,20    | Des Moines | 28 lipca(dts) br        |
| bieg na 400 metrów przez płotki | Dalilah Muhammad | Stany Zjednoczone | 52,16    | Doha       | 4 października(dts) br  |
| maraton                         | Brigid Kosgei    | Kenia             | 2:14:04  | Chicago    | 13 października(dts) br |

##### Mieszane
| Konkurencja             | Zawodnik                                                 | Reprezentacja     | Rezultat | Miejsce | Data                |
| ----------------------- | -------------------------------------------------------- | ----------------- | -------- | ------- | ------------------- |
| sztafeta 4 × 400 metrów | Tyrell Richard Jessica Beard Jasmine Blocker Obi Igbokwe | Stany Zjednoczone | 3:12,42  | Doha    | 28 września(dts) br |
| sztafeta 4 × 400 metrów | Wil London Allyson Felix Courtney Okolo Michael Cherry   | Stany Zjednoczone | 3:09,34  | Doha    | 29 września(dts) br |

### Rekordy kontynentów

#### Afryka

##### Hala

###### Mężczyźni
| Konkurencja         | Zawodnik       | Reprezentacja | Rezultat | Miejsce    | Data                |
| ------------------- | -------------- | ------------- | -------- | ---------- | ------------------- |
| trójskok            | Fabrice Zango  | Burkina Faso  | 17,58    | Paryż      | 27 stycznia(dts) br |
| bieg na 800 metrów  | Michael Saruni | Kenia         | 1:43,98  | Nowy Jork  | 9 lutego(dts) br    |
| bieg na 1500 metrów | Samuel Tefera  | Etiopia       | 3:31,04  | Birmingham | 16 lutego(dts) br   |
| bieg na milę        | Yomif Kejelcha | Etiopia       | 3:47,01  | Boston     | 3 marca(dts) br     |

###### Kobiety
| Konkurencja | Zawodnik | Reprezentacja | Rezultat | Miejsce | Data |
| ----------- | -------- | ------------- | -------- | ------- | ---- |

##### Stadion

###### Mężczyźni
| Konkurencja             | Zawodnik                                                         | Reprezentacja     | Rezultat | Miejsce   | Data                   |
| ----------------------- | ---------------------------------------------------------------- | ----------------- | -------- | --------- | ---------------------- |
| sztafeta 4 × 200 metrów | Jon Seeliger Anaso Jobodwana Sinesipho Dambile Chederick van Wyk | Południowa Afryka | 1:20,64  | Jokohama  | 12 maja(dts) br        |
| sztafeta 4 × 200 metrów | Simon Magakwe Chederick van Wyk Sinesipho Dambile Akani Simbine  | Południowa Afryka | 1:20,42  | Jokohama  | 12 maja(dts) br        |
| półmaraton              | Geoffrey Kipsang                                                 | Kenia             | 58:01    | Kopenhaga | 15 września(dts) br    |
| trójskok                | Fabrice Zango                                                    | Burkina Faso      | 17,66    | Doha      | 29 września(dts) br    |
| sztafeta 4 × 100 metrów | Thando Dlodlo Simon Magakwe Clarence Munyai Akani Simbine        | Południowa Afryka | 37,65    | Doha      | 4 października(dts) br |
| bieg na 10 kilometrów   | Joshua Cheptegei                                                 | Uganda            | 26:38    | Walencja  | 1 grudnia(dts) br      |

###### Kobiety
| Konkurencja         | Zawodnik         | Reprezentacja | Rezultat | Miejsce   | Data                    |
| ------------------- | ---------------- | ------------- | -------- | --------- | ----------------------- |
| bieg na 3000 metrów | Letesenbet Gidey | Etiopia       | 8:20,27  | Palo Alto | 30 czerwca(dts) br      |
| maraton             | Brigid Kosgei    | Kenia         | 2:14:04  | Chicago   | 13 października(dts) br |

###### Mieszane
| Konkurencja             | Zawodnik                                                                   | Reprezentacja | Rezultat | Miejsce  | Data            |
| ----------------------- | -------------------------------------------------------------------------- | ------------- | -------- | -------- | --------------- |
| sztafeta 4 × 400 metrów | Maureen Nyatichi Thomas Jared Nyambweke Momanyi Hellen Syombua Haron Koech | Kenia         | 3:16,90  | Jokohama | 11 maja(dts) br |

#### Ameryka Południowa

##### Hala

###### Mężczyźni
| Konkurencja        | Zawodnik     | Reprezentacja | Rezultat | Miejsce    | Data            |
| ------------------ | ------------ | ------------- | -------- | ---------- | --------------- |
| bieg na 400 metrów | Jhon Perlaza | Kolumbia      | 46,07    | Birmingham | 9 marca(dts) br |

###### Kobiety
| Konkurencja | Zawodnik | Reprezentacja | Rezultat | Miejsce | Data |
| ----------- | -------- | ------------- | -------- | ------- | ---- |

##### Stadion

###### Mężczyźni
| Konkurencja                     | Zawodnik                                                                                | Reprezentacja | Rezultat | Miejsce        | Data                   |
| ------------------------------- | --------------------------------------------------------------------------------------- | ------------- | -------- | -------------- | ---------------------- |
| pchnięcie kulą                  | Darlan Romani                                                                           | Brazylia      | 22,61    | Palo Alto      | 30 czerwca(dts) br     |
| bieg na 110 metrów przez płotki | Gabriel Constantino                                                                     | Brazylia      | 13,18    | Székesfehérvár | 9 lipca(dts) br        |
| skok o tyczce                   | Sam Kendricks                                                                           | Brazylia      | 6,06     | Des Moines     | 27 lipca(dts) br       |
| bieg na 400 metrów              | Anthony Zambrano                                                                        | Kolumbia      | 44,15    | Doha           | 4 października(dts) br |
| sztafeta 4 × 100 metrów         | Rodrigo do Nascimento Vítor Hugo dos Santos Derick Silva Paulo André Camilo de Oliveira | Brazylia      | 37,90    | Doha           | 4 października(dts) br |
| sztafeta 4 × 100 metrów         | Rodrigo do Nascimento Vítor Hugo dos Santos Derick Silva Paulo André Camilo de Oliveira | Brazylia      | 37,72    | Doha           | 5 października(dts) br |

###### Kobiety
| Konkurencja  | Zawodnik            | Reprezentacja | Rezultat | Miejsce | Data               |
| ------------ | ------------------- | ------------- | -------- | ------- | ------------------ |
| rzut dyskiem | Andressa de Morrais | Brazylia      | 65,98    | Lima    | 6 sierpnia(dts) br |
| trójskok     | Yulimar Rojas       | Kolumbia      | 15,41    | Andújar | 6 września(dts) br |

###### Mieszane
| Konkurencja             | Zawodnik                                                       | Reprezentacja | Rezultat | Miejsce | Data                |
| ----------------------- | -------------------------------------------------------------- | ------------- | -------- | ------- | ------------------- |
| sztafeta 4 × 400 metrów | Anderson Henriques Tiffani Silva Geisa Coutinho Lucas Carvalho | Brazylia      | 3:16,12  | Doha    | 28 września(dts) br |

#### Ameryka Północna

##### Hala

###### Mężczyźni
| Konkurencja        | Zawodnik        | Reprezentacja     | Rezultat | Miejsce       | Data              |
| ------------------ | --------------- | ----------------- | -------- | ------------- | ----------------- |
| bieg na 800 metrów | Donavan Brazier | Stany Zjednoczone | 1:44,41  | Nowy Jork     | 9 lutego(dts) br  |
| bieg na 600 metrów | Donavan Brazier | Stany Zjednoczone | 1:13,77  | Staten Island | 24 lutego(dts) br |

###### Kobiety
| Konkurencja        | Zawodnik | Reprezentacja | Rezultat          | Miejsce   | Data             |
| ------------------ | -------- | ------------- | ----------------- | --------- | ---------------- |
| bieg na 800 metrów | 1:58,60  | Ajeé Wilson   | Stany Zjednoczone | Nowy Jork | 9 lutego(dts) br |

##### Stadion

###### Mężczyźni
| Konkurencja        | Zawodnik        | Reprezentacja     | Rezultat | Miejsce | Data                   |
| ------------------ | --------------- | ----------------- | -------- | ------- | ---------------------- |
| bieg na 800 metrów | Donavan Brazier | Stany Zjednoczone | 1:42,34  | Doha    | 1 października(dts) br |

###### Kobiety
| Konkurencja                     | Zawodnik            | Reprezentacja     | Rezultat | Miejsce    | Data                   |
| ------------------------------- | ------------------- | ----------------- | -------- | ---------- | ---------------------- |
| rzut młotem                     | DeAnna Price        | Stany Zjednoczone | 78,24    | Des Moines | 27 lipca(dts) br       |
| bieg na 400 metrów przez płotki | Dalilah Muhammad    | Stany Zjednoczone | 52,20    | Des Moines | 28 lipca(dts) br       |
| bieg na 400 metrów              | Shaunae Miller-Uibo | Bahamy            | 48,37    | Doha       | 3 października(dts) br |
| bieg na 400 metrów przez płotki | Dalilah Muhammad    | Stany Zjednoczone | 52,16    | Doha       | 4 października(dts) br |
| bieg na 1500 metrów             | Shelby Houlihan     | Stany Zjednoczone | 3:54,99  | Doha       | 4 października(dts) br |

###### Mieszane
| Konkurencja             | Zawodnik                                                 | Reprezentacja     | Rezultat | Miejsce | Data                |
| ----------------------- | -------------------------------------------------------- | ----------------- | -------- | ------- | ------------------- |
| sztafeta 4 × 400 metrów | Tyrell Richard Jessica Beard Jasmine Blocker Obi Igbokwe | Stany Zjednoczone | 3:12,42  | Doha    | 28 września(dts) br |
| sztafeta 4 × 400 metrów | Wil London Allyson Felix Courtney Okolo Michael Cherry   | Stany Zjednoczone | 3:09,34  | Doha    | 29 września(dts) br |

#### Australia i Oceania

##### Hala

###### Mężczyźni
| Konkurencja         | Zawodnik        | Reprezentacja | Rezultat  | Miejsce    | Data                |
| ------------------- | --------------- | ------------- | --------- | ---------- | ------------------- |
| siedmiobój          | Gary Haasbroek  | Australia     | 5949 pkt. | Houston    | 26 stycznia(dts) br |
| bieg na 800 metrów  | Joseph Deng     | Australia     | 1:47,27   | Birmingham | 16 lutego(dts) br   |
| bieg na 1500 metrów | Stewart McSweyn | Australia     | 3:35,10   | Birmingham | 16 lutego(dts) br   |

###### Kobiety
| Konkurencja | Zawodnik | Reprezentacja | Rezultat | Miejsce | Data |
| ----------- | -------- | ------------- | -------- | ------- | ---- |

##### Stadion

###### Mężczyźni
| Konkurencja    | Zawodnik    | Reprezentacja | Rezultat | Miejsce | Data                   |
| -------------- | ----------- | ------------- | -------- | ------- | ---------------------- |
| pchnięcie kulą | Tomas Walsh | Nowa Zelandia | 22,90    | Doha    | 5 października(dts) br |

###### Kobiety
| Konkurencja | Zawodnik | Reprezentacja | Rezultat | Miejsce | Data |
| ----------- | -------- | ------------- | -------- | ------- | ---- |

#### Azja

##### Hala

###### Mężczyźni
| Konkurencja  | Zawodnik    | Reprezentacja | Rezultat | Miejsce | Data              |
| ------------ | ----------- | ------------- | -------- | ------- | ----------------- |
| bieg na milę | Nanami Arai | Japonia       | 3:56,60  | Boston  | 24 lutego(dts) br |

###### Kobiety
| Konkurencja | Zawodnik | Reprezentacja | Rezultat | Miejsce | Data |
| ----------- | -------- | ------------- | -------- | ------- | ---- |

##### Stadion

###### Mężczyźni
| Konkurencja             | Zawodnik                                                            | Reprezentacja | Rezultat | Miejsce  | Data                   |
| ----------------------- | ------------------------------------------------------------------- | ------------- | -------- | -------- | ---------------------- |
| sztafeta 4 × 200 metrów | Mo Youxue Luo Wenyi Bie Ge Lin Junhong                              | Chiny         | 1:21,70  | Jokohama | 12 maja(dts) br        |
| bieg na 200 metrów      | Xie Zhenye                                                          | Chiny         | 19,88    | Londyn   | 21 lipca(dts) br       |
| sztafeta 4 × 100 metrów | Shūhei Tada Kirara Shiraishi Yoshihide Kiryū Abdul Hakim Sani Brown | Japonia       | 37,43    | Doha     | 5 października(dts) br |

###### Kobiety
| Konkurencja             | Zawodnik                                        | Reprezentacja | Rezultat | Miejsce   | Data                   |
| ----------------------- | ----------------------------------------------- | ------------- | -------- | --------- | ---------------------- |
| chód na 50 km           | Liu Hong                                        | Chiny         | 3:59:15  | Huangshan | 9 marca(dts) br        |
| rzut oszczepem          | Lü Huihui                                       | Chiny         | 67,72    | Huangshi  | 13 kwietnia(dts) br    |
| sztafeta 4 × 200 metrów | Liang Xiaojing Wei Yongli Kong Lingwei Ge Manqi | Chiny         | 1:32,76  | Jokohama  | 12 maja(dts) br        |
| skok o tyczce           | Li Ling                                         | Chiny         | 4,72     | Szanghaj  | 18 maja(dts) br        |
| rzut oszczepem          | Lü Huihui                                       | Chiny         | 67,83    | Shenyang  | 11 lipca(dts) br       |
| rzut oszczepem          | Lü Huihui                                       | Chiny         | 67,98    | Shenyang  | 2 sierpnia(dts) br     |
| bieg na 400 metrów      | Salwa Eid Naser                                 | Bahrajn       | 48,14    | Doha      | 3 października(dts) br |

###### Mieszane
| Konkurencja             | Zawodnik                                                    | Reprezentacja | Rezultat | Miejsce | Data                |
| ----------------------- | ----------------------------------------------------------- | ------------- | -------- | ------- | ------------------- |
| sztafeta 4 × 400 metrów | Musa Isah Aminat Yusuf Jamal Salwa Eid Naser Abbas Abu Bakr | Bahrajn       | 3:12,74  | Doha    | 28 września(dts) br |
| sztafeta 4 × 400 metrów | Musa Isah Aminat Yusuf Jamal Salwa Eid Naser Abbas Abu Bakr | Bahrajn       | 3:11,82  | Doha    | 29 września(dts) br |

#### Europa

##### Hala

###### Mężczyźni
| Konkurencja        | Zawodnik        | Reprezentacja | Rezultat | Miejsce | Data            |
| ------------------ | --------------- | ------------- | -------- | ------- | --------------- |
| bieg na 400 metrów | Karsten Warholm | Norwegia      | 45,05    | Glasgow | 2 marca(dts) br |

###### Kobiety
| Konkurencja | Zawodnik | Reprezentacja | Rezultat | Miejsce | Data |
| ----------- | -------- | ------------- | -------- | ------- | ---- |

##### Stadion

###### Mężczyźni
| Konkurencja                     | Zawodnik                                                          | Reprezentacja   | Rezultat | Miejsce       | Data                   |
| ------------------------------- | ----------------------------------------------------------------- | --------------- | -------- | ------------- | ---------------------- |
| półmaraton                      | Julien Wanders                                                    | Szwajcaria      | 59:13    | Ras al-Chajma | 8 lutego(dts) br       |
| bieg na 400 metrów przez płotki | Karsten Warholm                                                   | Norwegia        | 47,33    | Oslo          | 13 czerwca(dts) br     |
| bieg na 400 metrów przez płotki | Karsten Warholm                                                   | Norwegia        | 47,12    | Londyn        | 20 lipca(dts) br       |
| bieg na 400 metrów przez płotki | Karsten Warholm                                                   | Norwegia        | 46,92    | Zurych        | 29 sierpnia(dts) br    |
| sztafeta 4 × 100 metrów         | Adam Gemili Zharnel Hughes Richard Kilty Nethaneel Mitchell-Blake | Wielka Brytania | 37,36    | Doha          | 5 października(dts) br |
| maraton                         | Kaan Kigen Özbilen                                                | Turcja          | 2:04:16  | Walencja      | 1 grudnia(dts) br      |

###### Kobiety
| Konkurencja           | Zawodnik        | Reprezentacja | Rezultat | Miejsce   | Data                   |
| --------------------- | --------------- | ------------- | -------- | --------- | ---------------------- |
| chód na 50 kilometrów | Eleonora Giorgi | Włochy        | 4:04:50  | Olita     | 19 maja(dts) br        |
| bieg na 3000 metrów   | Sifan Hassan    | Holandia      | 8:18,49  | Palo Alto | 30 czerwca(dts) br     |
| bieg na milę          | Sifan Hassan    | Holandia      | 4:12,33  | Monako    | 12 lipca(dts) br       |
| bieg na 5000 metrów   | Sifan Hassan    | Holandia      | 14:22,12 | Londyn    | 21 lipca(dts) br       |
| bieg na 1500 metrów   | Sifan Hassan    | Holandia      | 3:51,95  | Doha      | 5 października(dts) br |

###### Mieszane
| Konkurencja             | Zawodnik                                            | Reprezentacja   | Rezultat | Miejsce | Data                |
| ----------------------- | --------------------------------------------------- | --------------- | -------- | ------- | ------------------- |
| sztafeta 4 × 400 metrów | Rabah Yousif Zoey Clark Emily Diamond Martyn Rooney | Wielka Brytania | 3:12,80  | Doha    | 28 września(dts) br |
| sztafeta 4 × 400 metrów | Rabah Yousif Zoey Clark Emily Diamond Martyn Rooney | Wielka Brytania | 3:12,27  | Doha    | 29 września(dts) br |

## Tabele światowe

### Sezon halowy

#### Mężczyźni
| Konkurencja               | Rezultat  | Zawodnik                                                          |
| ------------------------- | --------- | ----------------------------------------------------------------- |
| Bieg na 60 m              | 6,47      | Su Bingtian                                                       |
| Bieg na 200 m             | 20,08     | Divine Oduduru                                                    |
| Bieg na 400 m             | 44,82     | Tyrell Richard                                                    |
| Bieg na 800 m             | 1:43,98   | Michael Saruni                                                    |
| Bieg na 1000 m            | 2:18,34   | Yomif Kejelcha                                                    |
| Bieg na 1500 m            | 3:31,04   | Samuel Tefera                                                     |
| Bieg na milę              | 3:47,01   | Yomif Kejelcha                                                    |
| Bieg na 3000 m            | 7:37,41   | Hagos Gebrhiwet                                                   |
| Bieg na 5000 m            | 13:08,05  | Edward Cheserek                                                   |
| Bieg na 60 m przez płotki | 7,35      | Grant Holloway                                                    |
| Sztafeta 4 × 400 m        | 3:01,51   | Houston Amere Lattin Obi Igbokwe Jermaine Holt Kahmari Montgomery |
| Chód na 5000 m            | 18:28,5h  | Wasilij Mizinow                                                   |
| Skok wzwyż                | 2,35      | Naoto Tobe                                                        |
| Skok o tyczce             | 5,93      | Piotr Lisek Sam Kendricks                                         |
| Skok w dal                | 8,38      | Miltiadis Tendoglu                                                |
| Trójskok                  | 17,58     | Fabrice Zango                                                     |
| Pchnięcie kulą            | 22,33     | Ryan Crouser                                                      |
| Siedmiobój                | 6218 pkt. | Jorge Ureña                                                       |

#### Kobiety
| Konkurencja               | Rezultat  | Zawodniczka                                                                                 |
| ------------------------- | --------- | ------------------------------------------------------------------------------------------- |
| Bieg na 60 m              | 7,02      | Marie Josée Ta Lou                                                                          |
| Bieg na 200 m             | 22,66     | Kayla White                                                                                 |
| Bieg na 400 m             | 51,50     | Kaelin Roberts                                                                              |
| Bieg na 800 m             | 1:58,60   | Ajeé Wilson                                                                                 |
| Bieg na 1000 m            | 2:34,71   | Ajeé Wilson                                                                                 |
| Bieg na 1500 m            | 3:59,08   | Genzebe Dibaba                                                                              |
| Bieg na milę              | 4:18,75   | Laura Muir                                                                                  |
| Bieg na 3000 m            | 8:30,61   | Laura Muir                                                                                  |
| Bieg na 5000 m            | 14:52,02  | Laura Muir                                                                                  |
| Bieg na 60 m przez płotki | 7,85      | Sharika Nelvis                                                                              |
| Sztafeta 4 × 400 m        | 3:28,77   | Polska Anna Kiełbasińska Iga Baumgart-Witan Małgorzata Hołub-Kowalik Justyna Święty-Ersetic |
| Chód na 3000 m            | 12:13,31  | Brigita Virbalytė-Dimšienė                                                                  |
| Skok wzwyż                | 2,04      | Marija Łasickienie                                                                          |
| Skok o tyczce             | 4,91      | Anżelika Sidorowa                                                                           |
| Skok w dal                | 6,99      | Malaika Mihambo Ivana Španović                                                              |
| Trójskok                  | 14,92     | Yulimar Rojas                                                                               |
| Pchnięcie kulą            | 19,54     | Christina Schwanitz                                                                         |
| Pięciobój                 | 4983 pkt. | Katarina Johnson-Thompson                                                                   |

### Sezon letni

#### Mężczyźni
| Konkurencja                   | Rezultat  | Zawodnik                                                                             |
| ----------------------------- | --------- | ------------------------------------------------------------------------------------ |
| Bieg na 100 m                 | 9,76      | Christian Coleman                                                                    |
| Bieg na 200 m                 | 19,50     | Noah Lyles                                                                           |
| Bieg na 400 m                 | 43,45     | Michael Norman                                                                       |
| Bieg na 800 m                 | 1:41,89   | Nijel Amos                                                                           |
| Bieg na 1000 m                | 2:16,51   | Ayanleh Souleiman                                                                    |
| Bieg na 1500 m                | 3:28,77   | Timothy Cheruiyot                                                                    |
| Bieg na milę                  | 3:49,45   | Samuel Tefera                                                                        |
| Bieg na 3000 m                | 7:32,17   | Selemon Barega                                                                       |
| Bieg na 5000 m                | 12:52,98  | Telahun Haile                                                                        |
| Bieg na 10 000 m              | 26:48,36  | Joshua Cheptegei                                                                     |
| Bieg na 10 km                 | 26:38     | Joshua Cheptegei                                                                     |
| Półmaraton                    | 58:01     | Geoffrey Kipsang                                                                     |
| Maraton                       | 2:02:37   | Eliud Kipchoge                                                                       |
| Bieg na 3000 m z przeszkodami | 8:01,35   | Conseslus Kipruto                                                                    |
| Bieg na 110 m przez płotki    | 12,98     | Grant Holloway                                                                       |
| Bieg na 400 m przez płotki    | 46,92     | Karsten Warholm                                                                      |
| Sztafeta 4 × 100 m            | 37,10     | Stany Zjednoczone · Christian Coleman · Justin Gatlin · Michael Rodgers · Noah Lyles |
| Sztafeta 4 × 400 m            | 2:56,69   | Stany Zjednoczone · Fred Kerley · Michael Cherry · Wil London · Rai Benjamin         |
| Chód na 20 km                 | 1:17:15   | Toshikazu Yamanishi                                                                  |
| Chód na 50 km                 | 3:37:43   | Yohann Diniz                                                                         |
| Skok wzwyż                    | 2,37      | Mutazz Isa Barszim                                                                   |
| Skok o tyczce                 | 6,06      | Sam Kendricks                                                                        |
| Skok w dal                    | 8,69      | Tajay Gayle                                                                          |
| Trójskok                      | 18,14     | Will Claye                                                                           |
| Pchnięcie kulą                | 22,91     | Joe Kovacs                                                                           |
| Rzut dyskiem                  | 71,86     | Daniel Ståhl                                                                         |
| Rzut młotem                   | 81,74     | Wojciech Nowicki                                                                     |
| Rzut oszczepem                | 90,61     | Magnus Kirt                                                                          |
| Dziesięciobój                 | 8711 pkt. | Damian Warner                                                                        |

#### Kobiety
| Konkurencja                   | Rezultat  | Zawodniczka                                                                                    |
| ----------------------------- | --------- | ---------------------------------------------------------------------------------------------- |
| Bieg na 100 m                 | 10,71     | Shelly-Ann Fraser-Pryce                                                                        |
| Bieg na 200 m                 | 21,74     | Shaunae Miller-Uibo                                                                            |
| Bieg na 400 m                 | 48,14     | Salwa Eid Naser                                                                                |
| Bieg na 800 m                 | 1:54,98   | Caster Semenya                                                                                 |
| Bieg na 1000 m                | 2:40,29   | Katharina Trost                                                                                |
| Bieg na 1500 m                | 3:51,95   | Sifan Hassan                                                                                   |
| Bieg na milę                  | 4:12,33   | Sifan Hassan                                                                                   |
| Bieg na 3000 m                | 8:18,49   | Sifan Hassan                                                                                   |
| Bieg na 5000 m                | 14:20,36  | Hellen Obiri                                                                                   |
| Bieg na 10 000 m              | 30:17,62  | Sifan Hassan                                                                                   |
| Bieg na 10 km                 | 30:15     | Tsehay Gemechu                                                                                 |
| Półmaraton                    | 1:05:28   | Brigid Kosgei                                                                                  |
| Maraton                       | 2:14:04   | Brigid Kosgei                                                                                  |
| Bieg na 3000 m z przeszkodami | 8:55,58   | Beatrice Chepkoech                                                                             |
| Bieg na 100 m przez płotki    | 12,32     | Danielle Williams                                                                              |
| Bieg na 400 m przez płotki    | 52,16     | Dalilah Muhammad                                                                               |
| Sztafeta 4 × 100 m            | 41,44     | Jamajka · Natalliah Whyte · Shelly-Ann Fraser-Pryce · Jonielle Smith · Shericka Jackson        |
| Sztafeta 4 × 400 m            | 3:18,92   | Stany Zjednoczone · Phyllis Francis · Sydney McLaughlin · Dalilah Muhammad · Wadeline Jonathas |
| Chód na 20 km                 | 1:24:31   | Jelena Łaszmanowa                                                                              |
| Chód na 50 km                 | 3:59:15   | Liu Hong                                                                                       |
| Skok wzwyż                    | 2,06      | Marija Łasickienie                                                                             |
| Skok o tyczce                 | 4,95      | Anżelika Sidorowa                                                                              |
| Skok w dal                    | 7,30      | Malaika Mihambo                                                                                |
| Trójskok                      | 15,41     | Yulimar Rojas                                                                                  |
| Pchnięcie kulą                | 20,31     | Gong Lijiao                                                                                    |
| Rzut dyskiem                  | 69,39     | Yaimé Pérez                                                                                    |
| Rzut młotem                   | 78,24     | DeAnna Price                                                                                   |
| Rzut oszczepem                | 67,98     | Lü Huihui                                                                                      |
| Siedmiobój                    | 6981 pkt. | Katarina Johnson-Thompson                                                                      |

#### Mieszane
| Konkurencja        | Rezultat | Zawodnicy                                                                        |
| ------------------ | -------- | -------------------------------------------------------------------------------- |
| sztafeta 4 × 400 m | 3:09,34  | Stany Zjednoczone · Wil London · Allyson Felix · Courtney Okolo · Michael Cherry |

## Nagrody

### Mężczyźni
| Plebiscyt                           | Zwycięzca       |
| ----------------------------------- | --------------- |
| IAAF World Athlete of the Year      | Eliud Kipchoge  |
| Track & Field Athlete of the Year   | Karsten Warholm |
| European Athlete of the Year Trophy | Karsten Warholm |
| European Athletics Rising Star      | Niklas Kaul     |

### Kobiety
| Plebiscyt                           | Zwycięzca           |
| ----------------------------------- | ------------------- |
| IAAF World Athlete of the Year      | Dalilah Muhammad    |
| Track & Field Athlete of the Year   | Dalilah Muhammad    |
| European Athlete of the Year Trophy | Marija Łasickiene   |
| European Athletics Rising Star      | Jarosława Mahuczich |

## Zgony
| Imię i nazwisko       | Wiek | Data śmierci            | Źródło |
| --------------------- | ---- | ----------------------- | ------ |
| Lucyna Koczwara       | 68   | 11 stycznia(dts) br     | [ 20 ] |
| Pierre Alard          | 81   | 13 stycznia(dts) br     | [ 21 ] |
| Göran Högberg         | 70   | 21 stycznia(dts) br     | [ 22 ] |
| Ismail Mačev          | 59   | 21 stycznia(dts) br     | [ 23 ] |
| Wołodymyr Sitkin      | 84   | 23 stycznia(dts) br     | [ 24 ] |
| Henrik Jørgensen      | 57   | 26 stycznia(dts) br     | [ 25 ] |
| Jean-Pierre Boccardo  | 76   | 29 stycznia(dts) br     | [ 26 ] |
| Zbigniew Iwański      | 90   | 3 lutego(dts) br        | [ 27 ] |
| Tapio Lehto           | 88   | 5 lutego(dts) br        | [ 28 ] |
| Tilly van der Zwaard  | 81   | 6 lutego(dts) br        | [ 29 ] |
| Heinz Fütterer        | 87   | 10 lutego(dts) br       | [ 30 ] |
| Maura Viceconte       | 51   | 10 lutego(dts) br       | [ 31 ] |
| Michel Bernard        | 87   | 14 lutego(dts) br       | [ 32 ] |
| Don Bragg             | 83   | 16 lutego(dts) br       | [ 33 ] |
| Mirosław Hydel        | 55   | 17 lutego(dts) br       | [ 34 ] |
| Bob Adams             | 94   | 22 lutego(dts) br       | [ 35 ] |
| Nyandika Maiyoro      | 88   | 24 lutego(dts) br       | [ 36 ] |
| Willie Williams       | 87   | 27 lutego(dts) br       | [ 37 ] |
| Daniel Rudisha        | 65   | 6 marca(dts) br         | [ 38 ] |
| John Wesley Jones     | 60   | 15 marca(dts) br        | [ 39 ] |
| Günther Lohre         | 73   | 15 marca(dts) br        | [ 40 ] |
| John Permal           | 72   | 27 marca(dts) br        | [ 41 ] |
| Mirosław Baraniak     | 55   | 28 marca(dts) br        | [ 42 ] |
| Liliane Miannay       | 92   | 2 kwietnia(dts) br      | [ 43 ] |
| Stanisław Szudrowicz  | 72   | 12 kwietnia(dts) br     | [ 44 ] |
| Winifred Jordan       | 99   | 13 kwietnia(dts) br     | [ 45 ] |
| Yvette Williams       | 89   | 13 kwietnia(dts) br     | [ 46 ] |
| Józef Cecuła          | 87   | 27 kwietnia(dts) br     | [ 47 ] |
| Michael Wessing       | 66   | 7 maja(dts) br          | [ 48 ] |
| Dale Greig            | 81   | 12 maja(dts) br         | [ 49 ] |
| Ken Matthews          | 84   | 2 czerwca(dts) br       | [ 50 ] |
| Roy Cruttenden        | 94   | 3 czerwca(dts) br       | [ 51 ] |
| Gabriele Grunewald    | 32   | 11 czerwca(dts) br      | [ 52 ] |
| Anders Faager         | 72   | 20 czerwca(dts) br      | [ 53 ] |
| Ireneusz Kluczek      | 79   | 29 czerwca(dts) br      | [ 54 ] |
| Ryszard Patelka       | 84   | 29 czerwca(dts) br      | [ 55 ] |
| Claro Pellosis        | 84   | 21 lipca(dts) br        | [ 56 ] |
| Hans Lagerqvist       | 79   | 22 lipca(dts) br        | [ 57 ] |
| Jorma Kinnunen        | 77   | 25 lipca(dts) br        | [ 58 ] |
| Zenon Begier          | 83   | 27 lipca(dts) br        | [ 59 ] |
| Egil Danielsen        | 85   | 29 lipca(dts) br        | [ 60 ] |
| Basil Heatley         | 85   | 3 sierpnia(dts) br      | [ 61 ] |
| Robert Ouko           | 70   | 18 sierpnia(dts) br     | [ 62 ] |
| Norma Croker          | 84   | 21 sierpnia(dts) br     | [ 63 ] |
| Dulce García          | 54   | 9 września(dts) br      | [ 64 ] |
| Blaine Lindgren       | 80   | 5 października(dts) br  | [ 65 ] |
| Martin Lauer          | 82   | 6 października(dts) br  | [ 66 ] |
| Enriqueta Basilio     | 71   | 26 października(dts) br | [ 67 ] |
| Harrison Dillard      | 96   | 15 listopada(dts) br    | [ 68 ] |
| Bertha Díaz           | 83   | 20 listopada(dts) br    | [ 69 ] |
| Alain Porthault       | 90   | 25 listopada(dts) br    | [ 70 ] |
| Miguelina Cobián      | 77   | 1 grudnia(dts) br       | [ 71 ] |
| Monique Drilhon       | 96   | 11 grudnia(dts) br      | [ 72 ] |
| Peter Snell           | 80   | 12 grudnia(dts) br      | [ 73 ] |
| Karin Balzer          | 81   | 17 grudnia(dts) br      | [ 74 ] |
| Vilhjálmur Einarsson  | 85   | 28 grudnia(dts) br      | [ 75 ] |
| Hienadzij Walukiewicz | 61   | 30 grudnia(dts) br      | [ 76 ] |

## Koniec kariery
| Imię i nazwisko         | Wiek | Źródło |
| ----------------------- | ---- | ------ |
| Anna Jagaciak-Michalska | 29   | [ 77 ] |
| Sally Pearson           | 32   | [ 78 ] |